# Рахимжанова, Макен Рахимжановна
Макен Рахимжановна Рахимжанова (07.04.1952) — советская, казахская актриса театра, Народная артистка Казахстана (1996), лауреат Международных и республиканских театральных фестивалей.

## Биография
Родилась 7 апреля 1952 года в селе Жана Шаруа Енбекшиказахского района Алматинской области. В 1972 году окончила театральную студию  при Академического драматического театра им. М. Ауэзова. С 1972 года работает в Жамбылском областном казахском драматическом театре.

## Роли в театре
• С. Жунусов «Узники» - мисс юрист
• С. Шаймерденов «Әнім сен едің» - Каргаш
• Ян Солович «Тюленская лекаря» - Цилка
• М. Акынжанов «Алтын сака» - Кунбала
• М. Шамхалова «Свекровь и невестка» - Зарифа Севдат
• М. Шолохов «Мирный Дон» (часть 1) Наталья
• С. Муканов «Балуан Шолак» - Татьяна
• М. Мукашев «Парторг» - Шолпан
• М. Акынжанов «Алтын сака» - Кунбала
• Т. Нурмаганбетов «Стадо на пороге» - Фейруза
• Р. Мамулашвили «Асыл ана» - Девушка
• О. Дастанов «Пробудившаяся совесть» - Сулухан
• Д. Исабеков «Сестра» - Назила
• Б. Тогысбаев «Тревога» - Алена
• В. Шекспир «Отелло» - Дездемона
• Д. Исабеков «В ожидании завтра» - Алтын
• Ш. Елеукенов «Экзамен» - Назила
• А. Тажибаев «Ковер великодушия» - Кунсулу
• К. Мухамеджанов «Где ты, Хайдарбек?» - Мать
• Ш. Валиханов «Акнур» -Агнур
• А. Чехов «Иванов» - Анна
• К. Жетписбаев «Это моя судьба» - Роза
• М. Искаков «Курмангазы» - Айжан
• Ш. Хусаинов «Наркоман» - Гульнафис
• Б. Мукаев «Тоят ночь» - Баян
• К. Мухамеджанов «Ангелы ли мы?» - Асыл
• Б. Майлин «Приказ Талтанбая» - Кунжан
• Б. Мукаев «Поворот света» - Нурия
• К. Баялиев «Возвращение» - Дамеш
• Ш. Айтматов «Бурная станция» - Укибала
• А. Амзеев «Черная старуха» - Кали
• О. Букеев «Мой сын» - Карлыгаш
• Б. Абильдаев «Сыпатай батыр» - Женге
• З. Сооранбаева «Эпидемия» - Ансар
• А. Тарази «Кылкопир» - Азиза
• С. Балгабаев «Самая красивая невеста»
• Б. Абильдаев «Толе би» - Ханша
• Т. Дуйсебаев «Эхо декабря» - Даметкен
• Иран-Гайб «Есть ли яд, который я не пил?» - Нурганым
• И. Сапарбай «Красавица из села» - Сандыгуль
• А. Бекбосынович «Битва на переправе» - Гульжан
• С. Ахмад «Восстание невест» - Фармон
• М. Ауэзов «Черный Кипчак Кобыланды» -Коклан
• М. Байжиев «Боги» - Сайраш
• Г. Мусрепов «Козы Корпеш - Баян Сулу» - Макпал
• Ж. Мольер «Медицина избавила от беды!» - Николь
• Э. Уахитов «Золотая стена» - Хадиша
• Ш. «Жан Дауа» - Мать
• И. Содиков «Пять букв Апенди» - Рай и др.

## Семья
• Супруг - Ботабаев Оразхан (1948 г. р.) - пенсионер
• Дочери - Гульзада Ботабаева (1977 г.р.), Дана Ботабаева (1980 г.р.), Куралай Ботабаева (1987 г.р.).

## Награды и звания
1. Заслуженная артистка Казахской ССР (1986)
2. Народная артистка Казахстана (1996)
3. Орден «Знак Почёта» (1976)
4. Почётный гражданин Енбекшиказахского района